# Раково (Куявсько-Поморське воєводство)
Раково (пол. Rakowo, нім. Krebswasser) — село в Польщі, у гміні Рипін Рипінського повіту Куявсько-Поморського воєводства.
У 1975-1998 роках село належало до Влоцлавського воєводства.